# Aphnaeus neavei
Aphnaeus neavei är en fjärilsart som beskrevs av George Thomas Bethune-Baker 1926. Aphnaeus neavei ingår i släktet Aphnaeus och familjen juvelvingar. Inga underarter finns listade i Catalogue of Life.